# بيل فان ديك
بيل فـان ديك (بالإنجليزية: Bill Van Dyke)‏ هو لاعب كرة قاعدة أمريكي، ولد في 15 ديسمبر 1863 في باريس في الولايات المتحدة، وتوفي في 5 مايو 1933 في إل باسو في الولايات المتحدة.

## وصلات خارجية
- بيل فـان ديك على موقعبيزبول رفرنس.كوم (الدوري الرئيسي) (الإنجليزية)
- بيل فـان ديك على موقعبيزبول رفرنس.كوم (الدوري الثانوي) (الإنجليزية)